# Joe Mercer
Joseph Mercer (9 de agosto de 1914 - 9 de agosto de 1990) fue un jugador y entrenador británico de fútbol.

## Trayectoria

### Como futbolista
Nació en Ellesmere Port, Cheshire, y fue hijo de un exfutbolista del Nottingham Forest y Tranmere Rovers, también llamado Joe. Su padre murió después de problemas de salud, resultantes de un ataque con gas durante la Primera Guerra Mundial cuando su hijo tenía solo 12 años.
Se desempeñó como medio izquierdo y jugó por primera vez para el Ellesmere Port Town. Era un tacleador poderoso y bueno para anticipar los movimientos de un oponente. Se unió al Everton en septiembre de 1932 a la edad de 18 años y reclamó un lugar regular en el primer equipo en la temporada 1935-1936, en aquel equipo jugó 186 partidos, anotó dos goles y ganó una medalla en el campeonato de liga en la temporada 1938–39. Mientras jugaba para el Everton jugó cinco partidos con la selección de Inglaterra entre 1938 y 1939. 
Como muchos jugadores de su generación perdió siete temporadas de fútbol debido a la Segunda Guerra Mundial. Se convirtió en sargento mayor y jugó en 26 partidos internacionales en tiempos de guerra, muchos de ellos como capitán. Durante la guerra, Mercer fue invitado por Chester City, haciendo su debut en una victoria por 4-1 sobre Halifax Town en septiembre de 1942.
Se mudó a fines de 1946 por £ 9,000 (2022: £ 471,362) al Arsenal, viajando desde Liverpool. Hizo su debut en el Arsenal contra el Bolton Wanderers el 30 de noviembre de 1946 y poco después de unirse se convirtió en capitán del club. Como capitán dirigió al Arsenal durante su período de éxito a fines de la década de 1940 y principios de la de 1950, ayudando a sacar a su equipo del extremo inferior de la tabla para ganar un título de campeonato de liga en 1947-1948. 
En 1950 ganó el campeonato de la FA Cup en 1950 y fue elegido Futbolista del Año de la FWA. Llevó al Arsenal a la final de la Copa en 1952, pero perdió 1-0 ante el Newcastle United, sin embargo al año siguiente se recuperó para ganar su tercer título de liga con el Arsenal al ganar el Campeonato de Liga de 1952-53 con un promedio de goles bastante favorable. Mercer inicialmente decidió retirarse en mayo de 1953, pero pronto se retractó y regresó al Arsenal para la temporada 1953-54, sin embargo se rompió la pierna en dos lugares tras un choque con su compañero Joe Wade en un partido contra el Liverpool el 10 de abril de 1954, y finalmente puso fin a su carrera futbolística al año siguiente. Mercer jugó 275 partidos con el Arsenal, anotando dos goles. 

### Como entrenador
Después de que terminó su carrera como jugador, Mercer pasó poco más de un año trabajando como periodista y tendero.
El 18 de agosto de 1955 volvió al fútbol, convirtiéndose en entrenador del Sheffield United dos días antes de su primer partido de la temporada contra el Newcastle United. Mercer fue designado para reemplazar a Reg Freeman, quien había muerto durante la temporada cerrada. Como entrenador comenzó desfavorablemente y su primera temporada terminó en descenso.
El resto de su tiempo como técnico lo pasó en Segunda División y en diciembre de 1958 queriendo cambiar de club dimitió y fichó por el Aston Villa que era colista de Primera División. Aunque los llevó a las semifinales de la FA Cup fue relegado a la Segunda División por segunda vez. Formó un lado joven y talentoso en Villa y su equipo se hizo conocido como el Mercer Minors. Llevó a Villa a la victoria en la Copa de la Liga inaugural en 1961, pero sufrió un derrame cerebral en 1964 y luego fue despedido por la directiva del club tras su recuperación.
A pesar de esto, su salud mejoró y disfrutó de un gran éxito como entrenador del Manchester City entre 1965 y 1971. En su primera temporada el club ganó el título de Segunda División de 1966 para recuperar el estatus de primera división. Dos temporadas más tarde llevó al Manchester City al campeonato de Primera División de 1967–68 y ganó la FA Cup de 1969, la Copa de la Liga de 1970 y la Recopa de Europa de 1970. 
En 1970-1971, tuvo una disputa con su asistente Malcolm Allison, después de que los dos hombres se involucraran en la batalla por la adquisición del Manchester City. Mercer apoyó a la junta existente, encabezada por el respetado Albert Alexander, mientras que Allison apoyó al grupo rival encabezado por Peter Swales después de que se le prometiera que sería el gerente por derecho propio.
La adquisición tuvo éxito y Mercer se sorprendió al descubrir que su espacio de estacionamiento y su oficina habían sido eliminados. Esto llevó a Mercer a ascender para convertirse en director general del Manchester City en octubre de 1971, y Allison asumió el cargo de director del equipo. Mercer dejó el Manchester City al final de la temporada y se convirtió en entrenador del Coventry City al que dirigió de 1972 a 1974. Durante el mismo tiempo también fue entrenador interino de la selección de fútbol de Inglaterra durante un breve período en 1974 después de la renuncia de Alf Ramsey. Durante su tiempo a cargo, Inglaterra ganó el campeonato del British Home Championship de 1974, que se compartió con Escocia. En total Mercer estuvo a cargo de siete juegos, ganando tres de ellos, empatando otros tres y perdiendo uno. 
La Asociación Inglesa de Fútbol quedó tan impresionada por estas actuaciones que surgieron dudas sobre la posibilidad de que Mercer asumiera el puesto a largo plazo. Mercer también parecía abierto a la persuasión, pero la Asociación Inglesa de Fútbol estaba trabajando en otro plan, poniendo a prueba al entrenador de club inglés más exitoso disponible, Don Revie de Leeds United. 

## Estadísticas
| Equipo           | País       | Desde          | Hasta          | Récord      | Récord | Récord | Récord | Récord |
| G                | W          | D              | L              | Victorias % |        |        |        |        |
| ---------------- | ---------- | -------------- | -------------- | ----------- | ------ | ------ | ------ | ------ |
| Sheffield United | Inglaterra | Agosto 1955    | Diciembre 1958 | 156         | 64     | 35     | 57     | 41.0   |
| Aston Villa      | Inglaterra | Diciembre 1958 | Julio 1964     | 282         | 120    | 63     | 99     | 42.6   |
| Manchester City  | Inglaterra | Julio 1965     | Octubre 1971   | 292         | 124    | 82     | 86     | 42.5   |
| Coventry City    | Inglaterra | Junio 1972     | Mayo 1974      | 90          | 29     | 22     | 39     | 32.2   |
| Inglaterra       | Inglaterra | 1974           | 1974           | 7           | 3      | 3      | 1      | 42.9   |

## Títulos

### Como jugador

#### Torneos nacionales
| Título           | Club          | País       | Año  |
| ---------------- | ------------- | ---------- | ---- |
| First Division   | Everton F. C. | Inglaterra | 1939 |
| First Division   | Arsenal F. C. | Inglaterra | 1948 |
| Community Shield | Arsenal F. C. | Inglaterra | 1948 |
| FA Cup           | Arsenal F. C. | Inglaterra | 1950 |
| First Division   | Arsenal F. C. | Inglaterra | 1953 |
| Community Shield | Arsenal F. C. | Inglaterra | 1953 |

### Como entrenador

#### Torneos nacionales
| Título           | Club                  | País       | Año  |
| ---------------- | --------------------- | ---------- | ---- |
| EFL Championship | Aston Villa F. C.     | Inglaterra | 1960 |
| Copa de la Liga  | Aston Villa F. C.     | Inglaterra | 1961 |
| EFL Championship | Manchester City F. C. | Inglaterra | 1966 |
| First Division   | Manchester City F. C. | Inglaterra | 1968 |
| Community Shield | Manchester City F. C. | Inglaterra | 1968 |
| FA Cup           | Manchester City F. C. | Inglaterra | 1969 |
| Copa de la Liga  | Manchester City F. C. | Inglaterra | 1970 |

#### Torneos internacionales
| Título                    | Equipo                  | Sede    | Año  |
| ------------------------- | ----------------------- | ------- | ---- |
| Recopa de la UEFA         | Manchester City F. C.   | Viena   | 1970 |
| British Home Championship | Selección de Inglaterra | Glasgow | 1974 |

### Distinciones individuales
- Salón de la fama del fútbol inglés: 2009
- Premio FWA al futbolista del año: 1949–50